# Каллвик, Ханна
Ханна Каллвик (англ. Hannah Cullwick, 26 мая 1833, Шифнал, Шропшир, Великобритания — 9 июля 1909, Шифнал) — английская женщина, работавшая прислугой, и известная как автор дневников, являющихся ценным источником по истории повседневности викторианской эпохи.

## Биография
Родилась в семье шорника, училась в начальной школе, но из-за того, что её отец обеднел, была вынуждена с восьмилетнего возраста работать прислугой в разных семьях.  
В 1854 году её случайно встретил в Лондоне адвокат (а также фотограф-любитель и поэт) Артур Манби. Ему нравились крепкие, мускулистые девушки из простонародья, а Ханна была именно такой. С этого начались их отношения, продолжавшиеся много лет. В них был явный элемент того, что в настоящее время известно как БДСМ: в знак власти Артура над собой Ханна начала постоянно носить кожаный браслет на правой руке, а затем и цепь с замком, ключ от которого хранил Артур, которого Ханна называла «Massa» (искажённое «Master» — «хозяин», так чернокожие рабы в США обращались к своим хозяевам). Также Ханна неоднократно, будучи наедине с Артуром, красила свое обнажённое тело в черный цвет (с помощью ваксы и золы), чтобы быть похожей на чернокожую рабыню. Артур фотографировал Ханну в этом и других образах.
По просьбе Артура Ханна стала вести дневник, где очень подробно описывала свою работу в качестве служанки. Так, например, 14 июля 1860 года она записала:
«Открыла ставни и зажгла огонь на кухне. Вытряхнула золу со своих вещей в мусорную яму, туда же выбросила всю золу. Подмела и вытерла пыль во всех комнатах и в зале. Разожгла огонь и отнесла наверх завтрак. Почистила две пары ботинок. Заправила постели и вынесла ночные горшки. Убрала со стола после завтрака. Помыла посуду, столовое серебро и ножи. Отнесла обед. Снова прибралась. Привела в порядок кухню, распаковала корзину с покупками. Двух цыплят отнесла миссис Брюэрс, передала её ответ. Испекла пирог и выпотрошила двух уток, потом зажарила их. Стоя на коленях, вымыла крыльцо и и тротуар перед ним. Натерла графитом скребок перед ступенями, затем вычистила тротуар на улице, тоже стоя на коленях. Вымыла посуду. Прибралась в кладовке, тоже на коленях, и дочиста выскребла столы. Вымыла тротуар возле дома и протерла подоконники. В девять забрала чай для мистера и миссис Уорвик. Я была в грязной одежде, так что чай наверх отнесла Энн. Вымыла сортир, коридор и пол в судомойне, тоже на коленях. Вымыла собаку, потом вычистила раковины. Принесла ужин, который Энн отнесла наверх — я была слишком грязной и усталой, чтобы самой туда идти. Вымылась в ванне и пошла спать».
В конце концов, Ханна поселилась в доме Артура в качестве его служанки, а в 1873 году они тайно поженились, но и после этого Ханна играла роль служанки. Она прожила с Артуром четыре года, но затем их отношения испортились. Ханна начала выпивать, а затем покинула дом Артура и перебралась к своим родственникам в Шропшир (Артур продолжал платить ей). Несмотря на расставание, их отношения продолжались до самой её смерти — Артур регулярно навещал её. Он умер меньше чем через год после её смерти.
Свои фотографии, переписку и дневники Ханны Артур передал на хранение в Тринити-колледж. По его завещанию доступ к ним открыли только в 1950-м году. После этого необычная история жизни и любви Ханны Каллвик стала широко известной.

## В культуре
О Ханне Калвик в 2003 году был снят короткометражный фильм On My Knees («На коленях»), главную роль в котором сыграла Мэлора Кригер из рок-группы Rasputina. 